# University College London

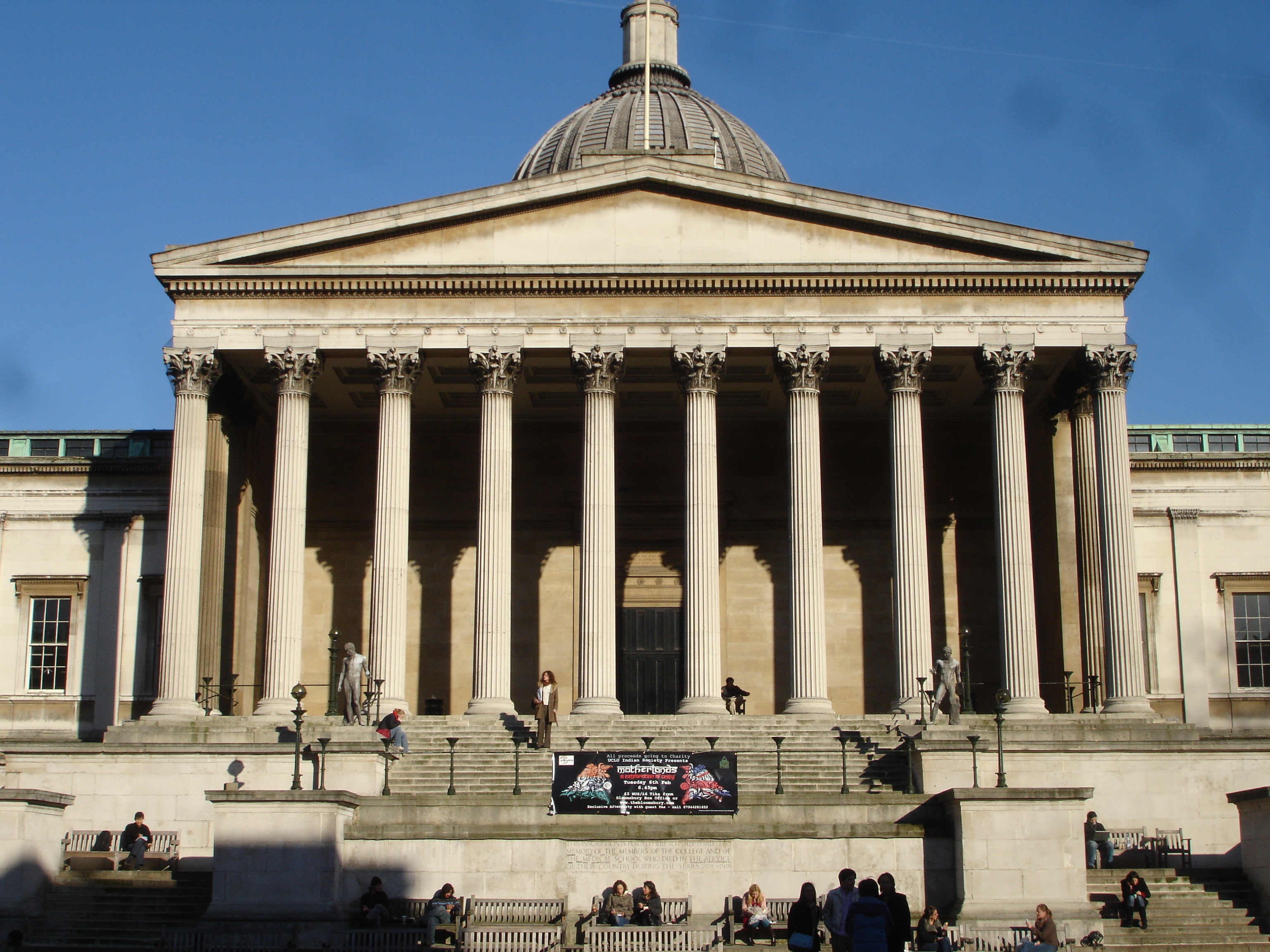
UCL

A University College London, ismertebb nevén UCL egy állami kutatóegyetem Londonban, Angliában. Tagintézménye a föderális Londoni Egyetemnek, valamint az egész Egyesült Királyság második legnagyobb egyeteme. Nagy-Britanniában ez volt az első olyan felsőoktatási intézmény, amely faji, osztálybeli és nemi hovatartozástól függetlenül vette fel tanulóit.
1826-ban alapították Londoni Egyetem (London University) néven, és a harmadik egyetemnek szánták Oxford és Cambridge után. 2022-ben a világ egyetemi rangsorában (QS Ranking) a 8. helyet foglalja el. Alapító tagja a Russell-csoportnak (Rusell Group), amely az angol elit egyetemek csoportosulása, valamint egyike az Aranyháromszögnek, (Golden Triangle) ami a UCL-en kívül magába foglalja az Oxfordi és Cambridge-i Egyetemeket. Az egyetem egyike az Európa top 3-nak (ARWU 2009; THES-QS 2009) és az éves pénzügyi forgalma meghaladja az 550 millió fontot. Kutatási kiválóság alapján a legjobbnak értékelte a The Times Higher Education az Egyesült Királyságban.
Kenya, Ghána, a modern Japán és Nigéria nemzeteinek „atyja” is az öregdiákok közé tartozik csakúgy, mint Mahátma Gandhi, az indiai függetlenségi mozgalom vezéralakja; Alexander Graham Bell, a telefon feltalálója, valamint az Oscar-díjas Christopher Nolan. 2018-ban összesen 33 Nobel-díjasa volt az intézménynek amely terén a „Londoni Egyetem” legsikeresebb intézménye olyan világhírű intézmények előtt, mint a London School of Economics, King’s College London, vagy a 2007-ben a szervezetből kivált Imperial. Az egyetem rektora Malcolm Grant professzor, a kancellárja pedig a mindenkori királyi hercegnő (Princess Royal).

## Elhelyezkedése
A UCL London központjában Bloomsburyben, a főépület a Gower Streeten található, de az egyetem több épületegyüttesből áll, melyek a főváros különböző területein helyezkednek el. A Gower Street-i épületben található a természettudományi és központi könyvtár, a nyelvi és a történelmi osztály, a Bloomsbury színház, a biológia és fizika osztályok és a Petrie Egyiptológiai Múzeum. A további épületek a szomszédos Gordon Streeten és Gordon Square-en találhatóak, amelyek az Archeológiai Intézetnek, a kémiai osztálynak, a Bartlett Építészeti Iskolának és a Szláv és Kelet-Európai nyelvek osztályának adnak otthont.
A UCL szomszédságában sok nevezetesség található, úgymint a British Museum, a British Library, a Royal Academy of Dramatic Art, és a Brit Orvosi Társaság (BMA) székhelye. A legközelebbi metróállomás a Euston Square, de a Warren Street-i, Russell Square-i és Goodge Street-i megállók is gyalogtávolságra vannak.

## Története
A UCL-t 1826-ban alapították London University néven, hogy egy szekuláris alternatívát szolgáltassanak az Oxfordi és Cambridge-i Egyetem mellett. Jeremy Bentham filozófust tekintik a UCL spirituális atyjának, aki jelentős szerepet játszott az Egyetem fejlesztésében. A University College London nevet 1836-ban kapta, abban az évben, amikor felruházták egyetemi diplomák odaítélésére és a King's College Londonnal együtt létrehozták a University of London-t. Amikor 1907-ben a University of Londont újraszervezték, több társegyeteme, a UCL-lel együtt elvesztette jogi létezését. Ez a helyzet 1977-ig állt fenn, amikor is a UCL visszakapta független státuszát.

### Híres magyar tanárai
- Laczkovich Miklós (1948) Széchenyi-díjas magyar matematikus, egyetemi tanár, a Magyar Tudományos Akadémia rendes tagja
- Peter Sherwood (1948–) magyar származású, hivatásos nyelvész, író, fordító, szótáríró, hungarológus, finnugrisztikai szakértő, kritikus, lexikográfus, a nagy-britanniai magyar nyelv- és irodalomoktatás kiemelkedő alakja

### Híres magyar diákjai
- Fónagy Péter (1952–) magyar származású, brit pszichoanalitikus, klinikai pszichológus
- Jankovich Béla (1865–1939) oktatáspolitikus, közgazdász, az MTA tagja, 1913–1917 között Magyarország vallás- és közoktatásügyi minisztere (1889–1890)
- Járóka Lívia (1974–) cigány származású szociálantropológus, politikus, az Európai Parlament (EP) magyar képviselője
- Nusser Zoltán (1968–) Széchenyi-díjas magyar állatorvos, biológus, neurobiológus, a Magyar Tudományos Akadémia rendes tagja
- Salacz Magda (1935–) művészettörténész, könyvtáros
- Sárközi Mátyás (1937–) Kossuth-díjas magyar író, kritikus, műfordító, szerkesztő